# Galerie nationale du Bénin
La Galerie nationale du Bénin est une galerie d'art créée le 20 mars 2020 par le gouvernement béninois pour donner une nouvelle dynamique aux arts visuels.

## Localisation
La Galerie est située à Haie-Vive dans le 12ᵉ arrondissement de Cotonou, département du Littoral dans le Sud du Bénin. Elle est placée sous la tutelle du ministère chargé des Arts.

## Histoire
La Galerie nationale du Bénin est créée le 20 mars 2020 conformément  au décret N° 2020-201, pris en Conseil des Ministres en sa séance du 11 mars 2020, et portant approbation des statuts de la galerie nationale,. La galerie est gérée par un conseil d'administration dont les membres sont installés le lundi 16 mars 2020, par le ministre du tourisme, de la culture et des arts, Jean-Michel Abimbola.

## Mission
Placée sous la tutelle du ministère chargé des Arts, la galerie nationale du Bénin à pour mission de révéler les artistes plasticiens et de créer une dynamique autour du marché de l’art puis celle de son Conseil d’Administration à travers : la constitution du patrimoine artistique contemporain de l’État béninois ; des expositions-ventes d’œuvres d'artistes ; des évènements nationaux et internationaux ; l’animation de sa plateforme numérique destinée à la vente d’œuvres d'art en ligne,.